# Jüdischer Friedhof (Wolfhagen)
Der jüdische Friedhof Wolfhagen befindet sich an der Wilhelmstraße in Wolfhagen im hessischen Landkreis Kassel. Er ist ein geschütztes Kulturdenkmal.

## Alter jüdischer Friedhof
Der erste jüdische Friedhof des Orts wurde im 17. Jahrhundert Auf der Liemecke (heute Lynkerstraße 18) bis 1820 durch die Jüdische Gemeinde mit ihren Toten belegt. Die noch vorhandenen Grabsteine wurden auf den neuen Friedhof umgesetzt. An der Stelle des alten Friedhofs steht inzwischen der Lidl-Markt.

## Neuer jüdischer Friedhof
1820 konnte die jüdische Gemeinde ein 3007 m² großes Grundstück von der ev. Kirche kaufen und einen neuen Friedhof dort errichten. Die ältesten Grabsteine stammen vom alten Friedhof und aus der Zeit um 1712. Die letzte Bestattung fand 1936 statt. Nach einem Gräberverzeichnis von 1938 waren damals 117 Grabsteine vorhanden, die nach den Schändungen 1924 und 1838 dann 1941 überwiegend zerstört und abgeräumt wurden.
Nach 1945 wurde der Friedhof wiederhergestellt und noch vorhandene Stücke der Grabsteine wurden zu einer Mauer und einem Gedenkstein zusammengesetzt. Diese Gedenkstätte wurde am 5. September 1948 eingeweiht.
In den Jahren 2020 und 2021 wurde die Einfriedung entlang der Straßenfront mit einer Mauer aus Bruchsteinen versehen und durch Cortenstahlplatten unterbrochen, auf denen die Namen aller in Wolfhagen geborenen oder während der NS-Zeit in der Stadt lebenden Jüdinnen und Juden eingefräst wurden, die während der nationalsozialistischen Gewaltherrschaft umkamen.

## Beschreibung
Der ehemals 3007 m² große Friedhof, einer der größten jüdischen Friedhöfe Nordhessens, liegt in der Wolfhager Innenstadt – an der heutigen Wilhelmstraße.

## Bilder

2021 neu gestaltete Mauer und Eingangsbereich des jüdischen Friedhofs Wolfhagen
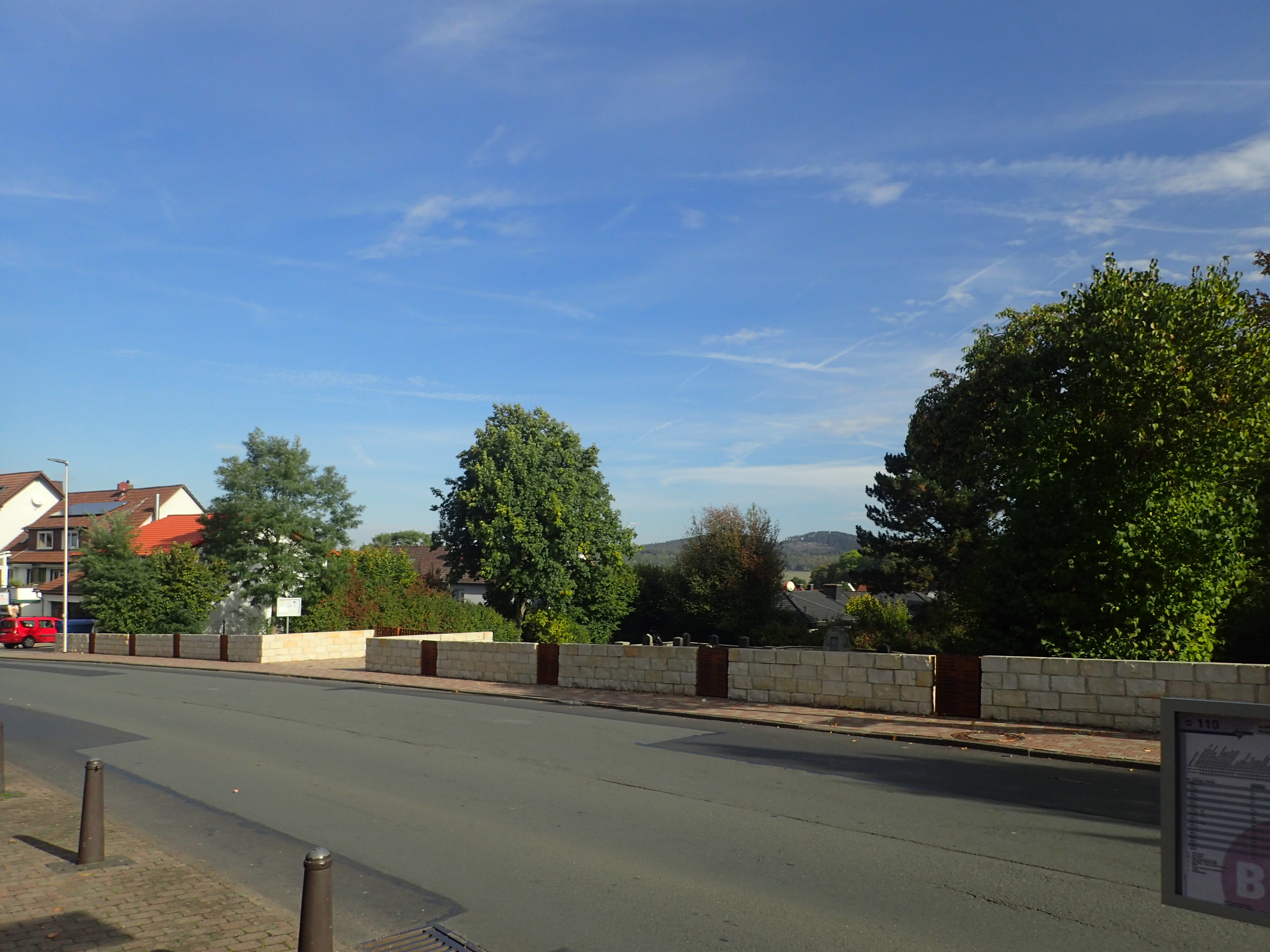
Ansicht der neu gestalteten Mauer
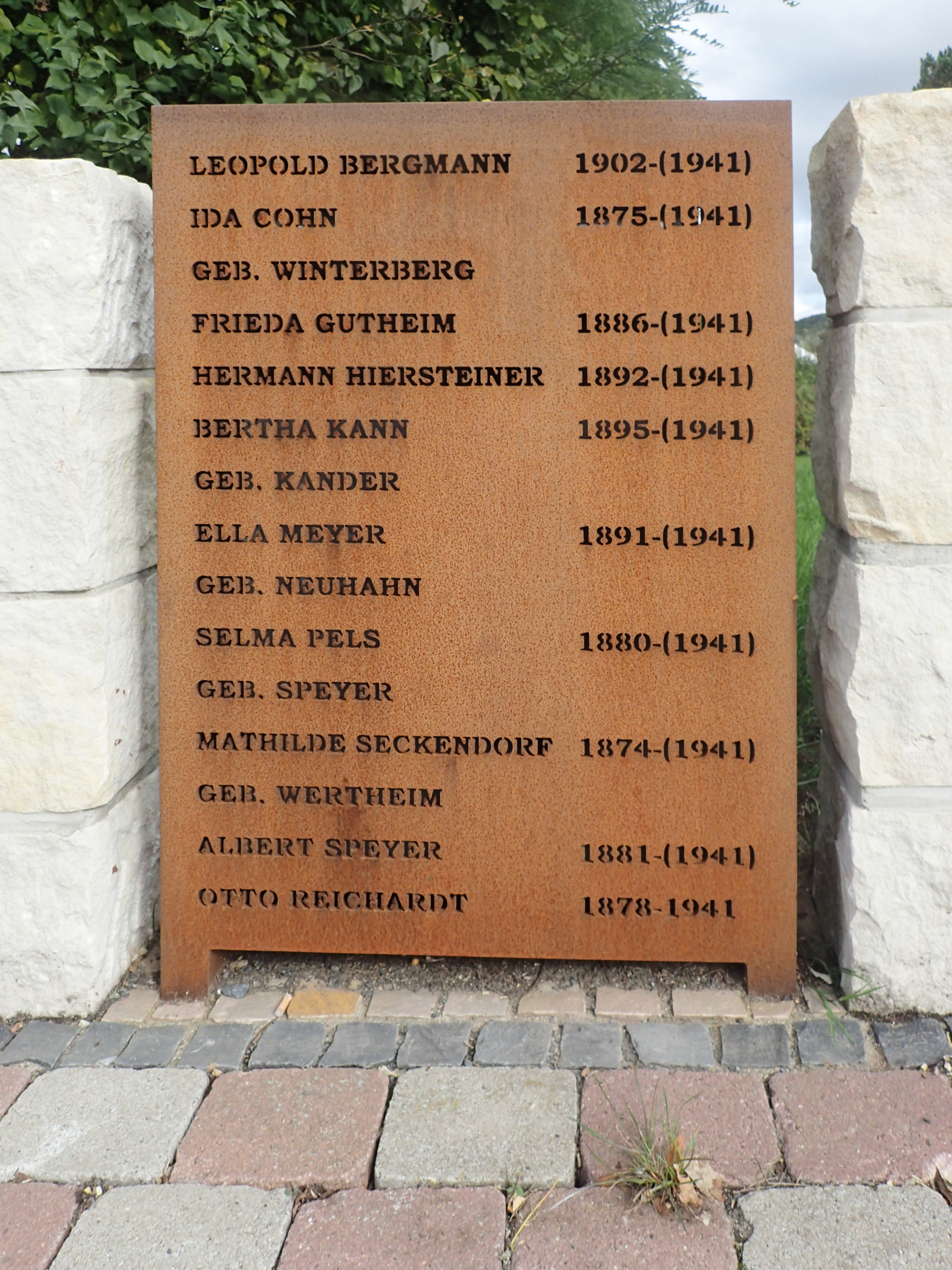
Gedenktafel 1
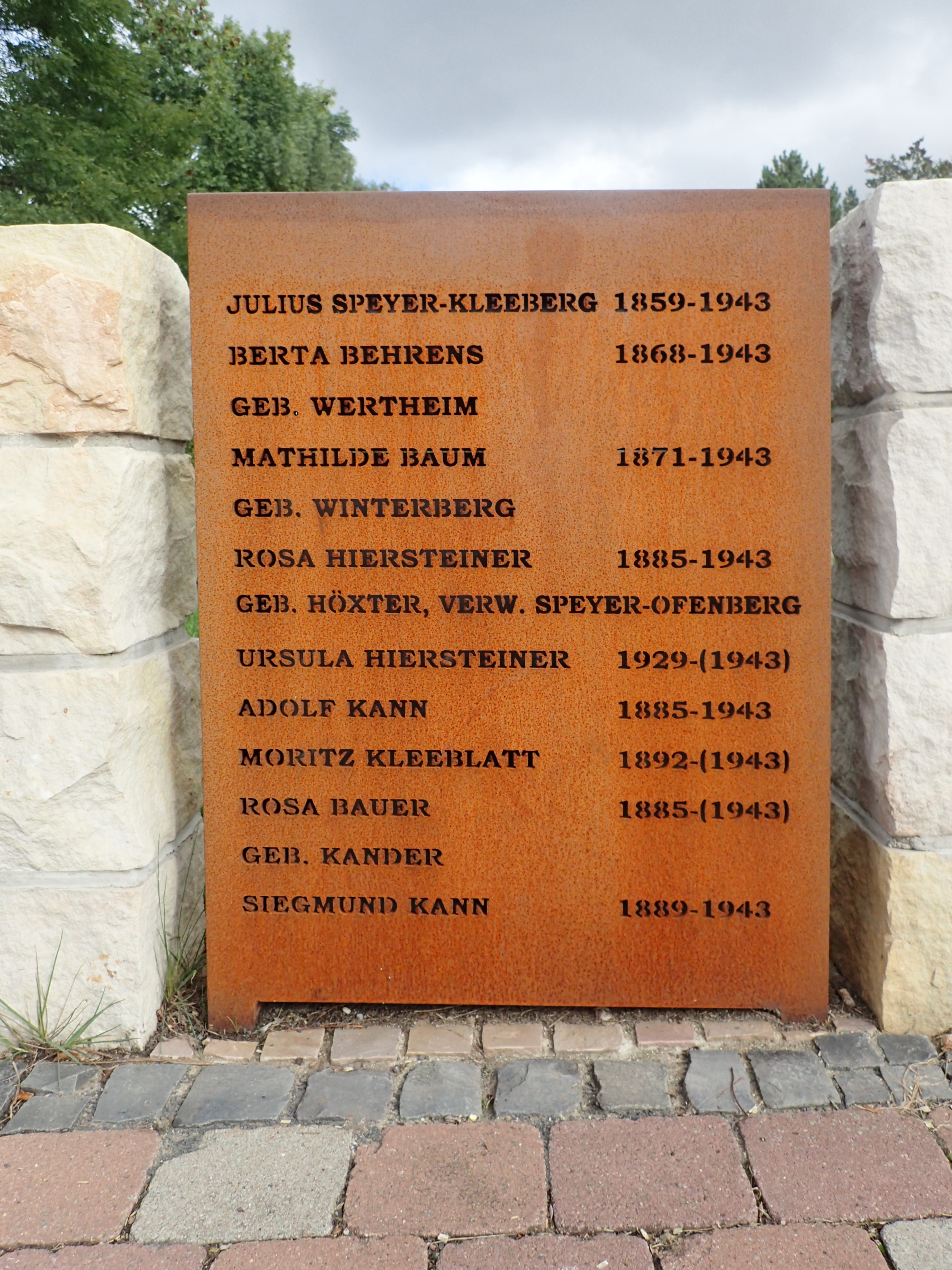
Gedenktafel 2
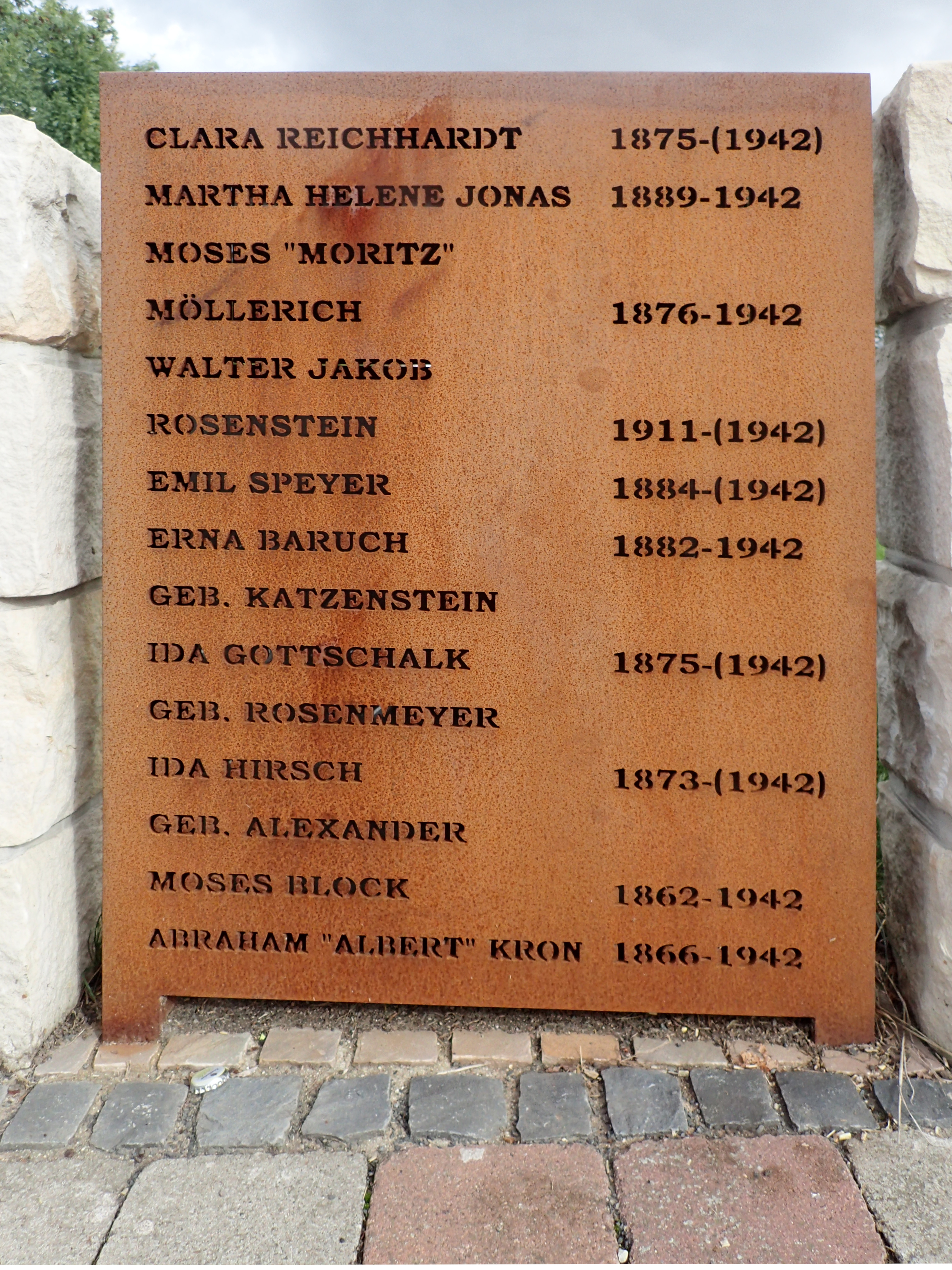
Gedenktafel 3
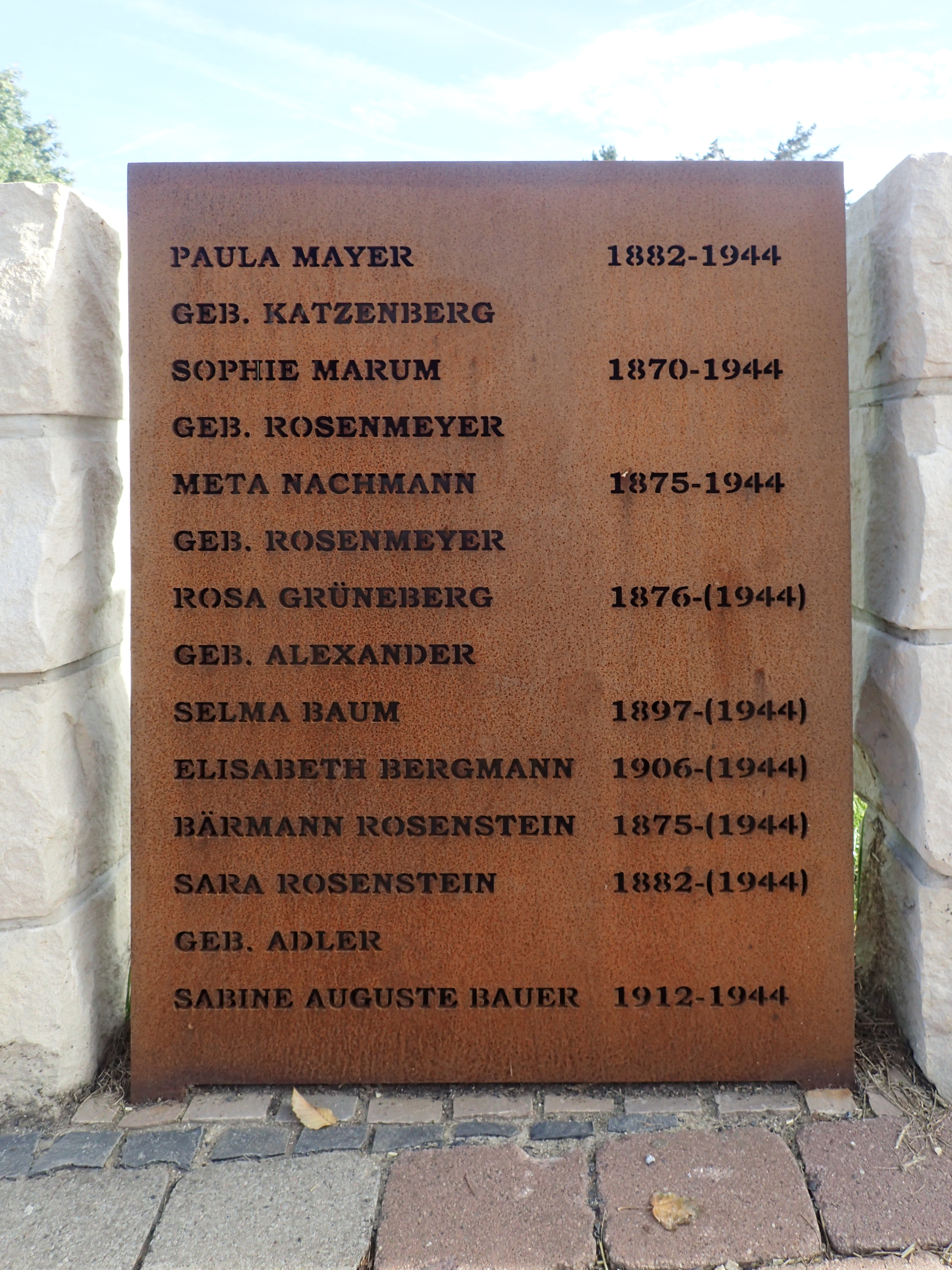
Gedenktafel 4
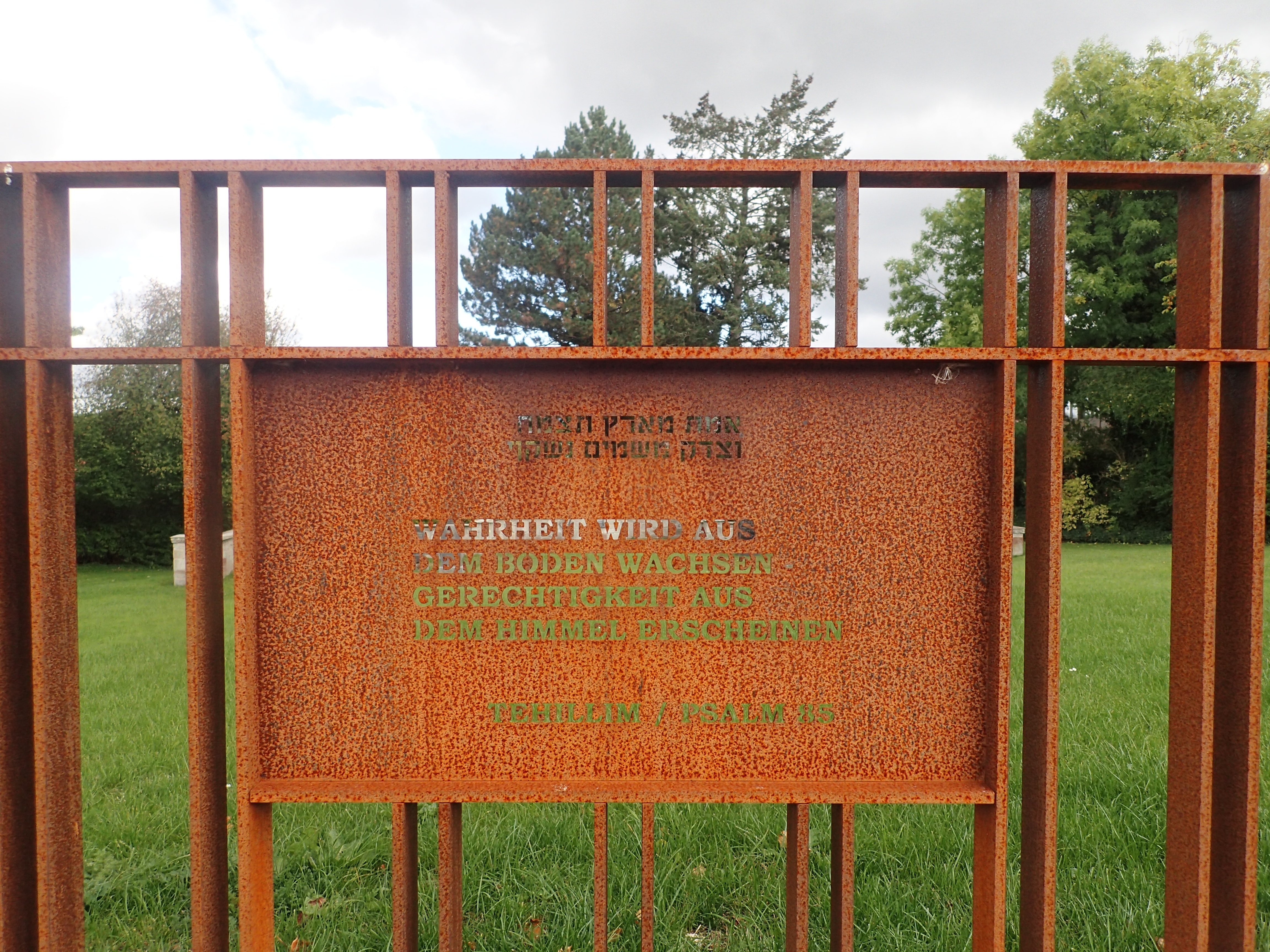
Detail Eingangstor
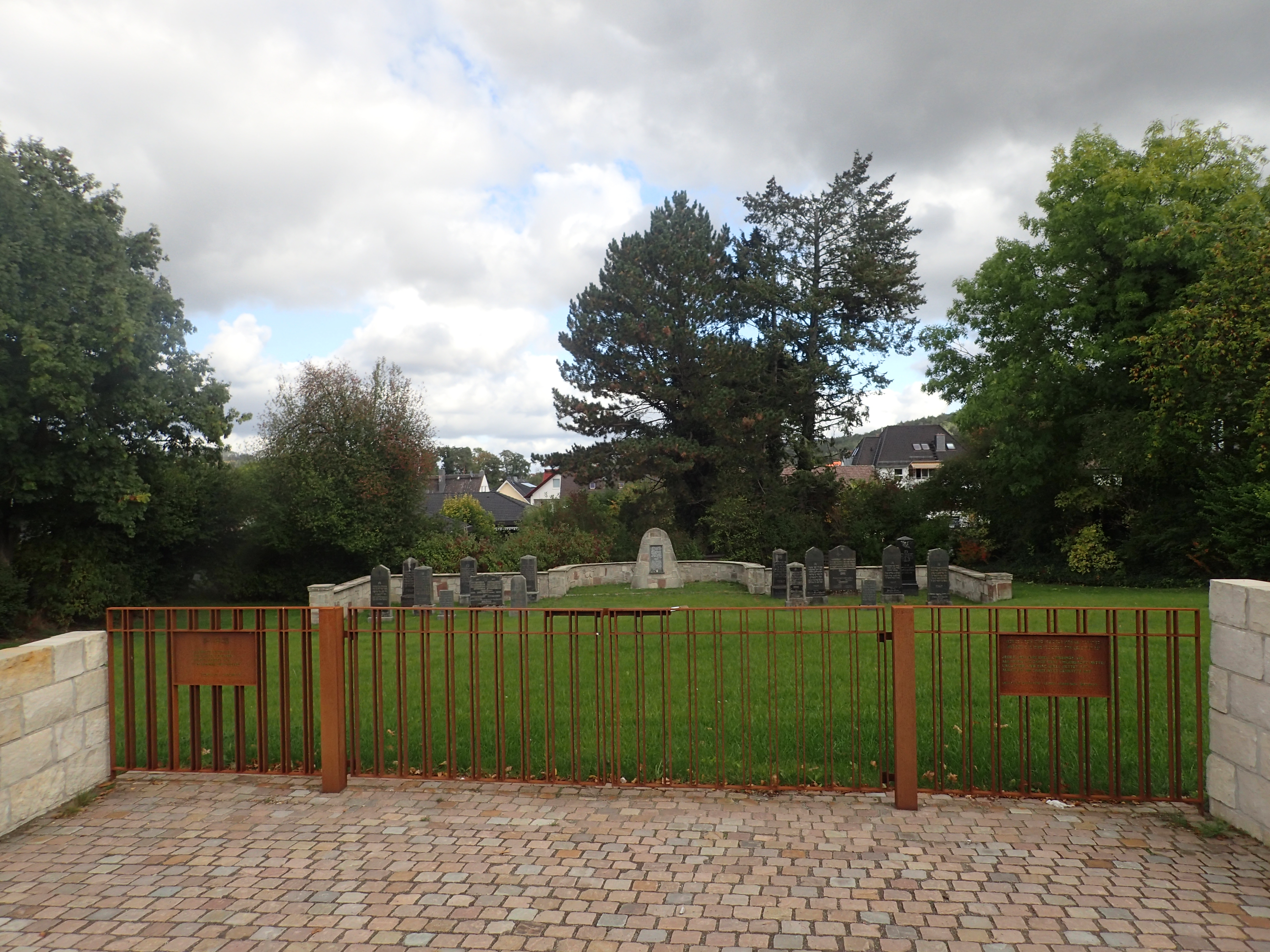
Eingangstor
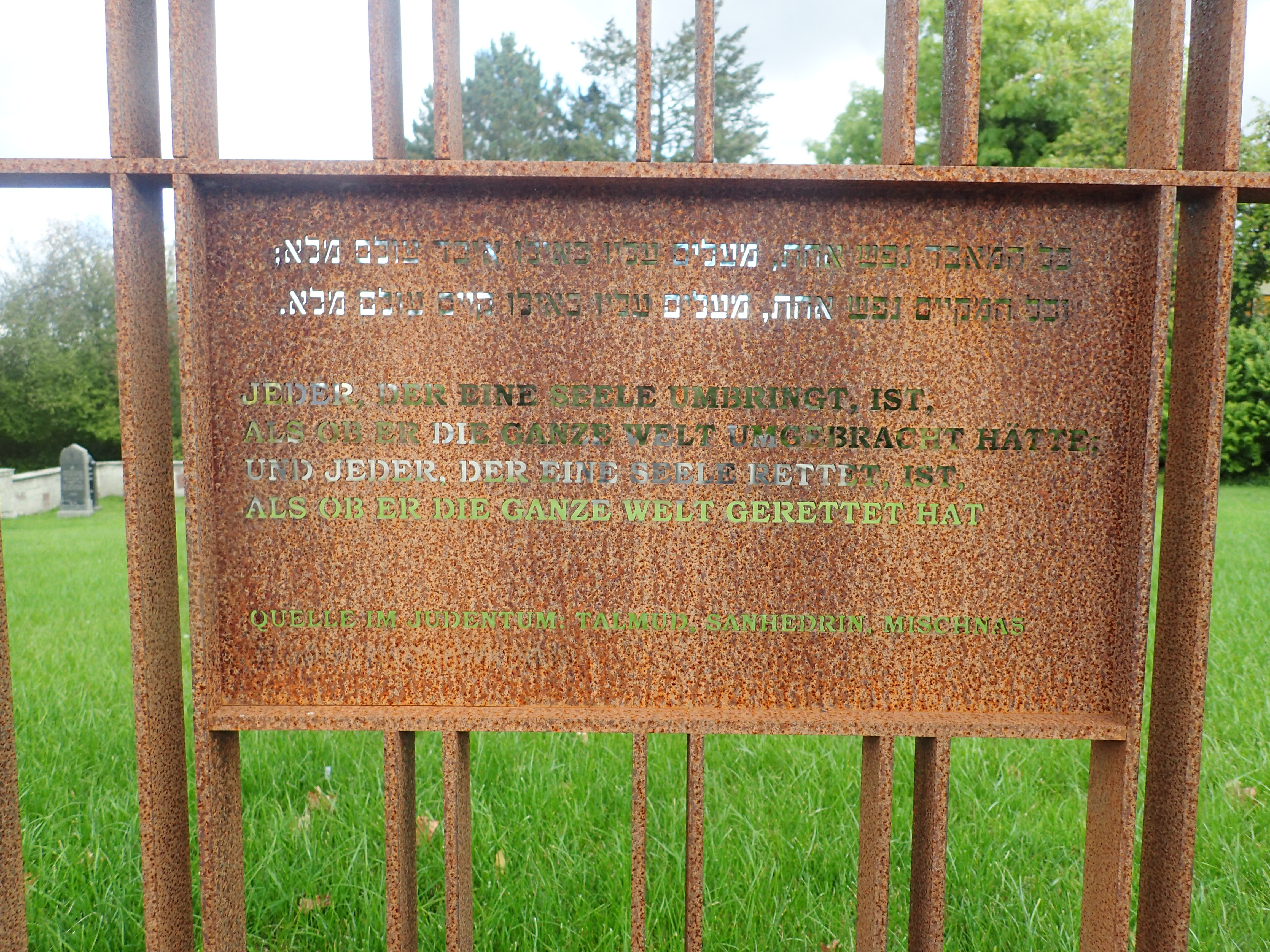
Detail Eingangstor
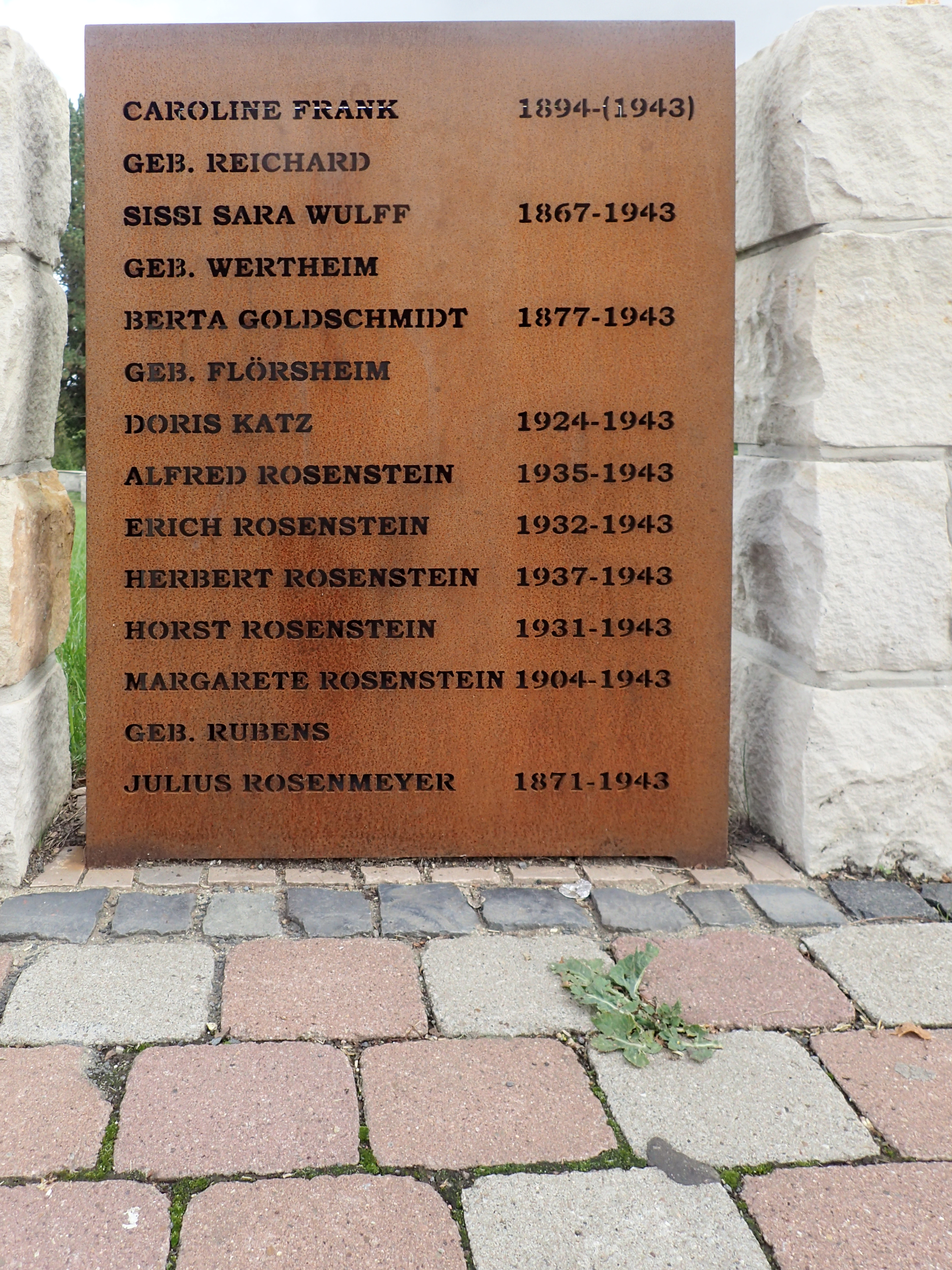
Gedenktafel 5
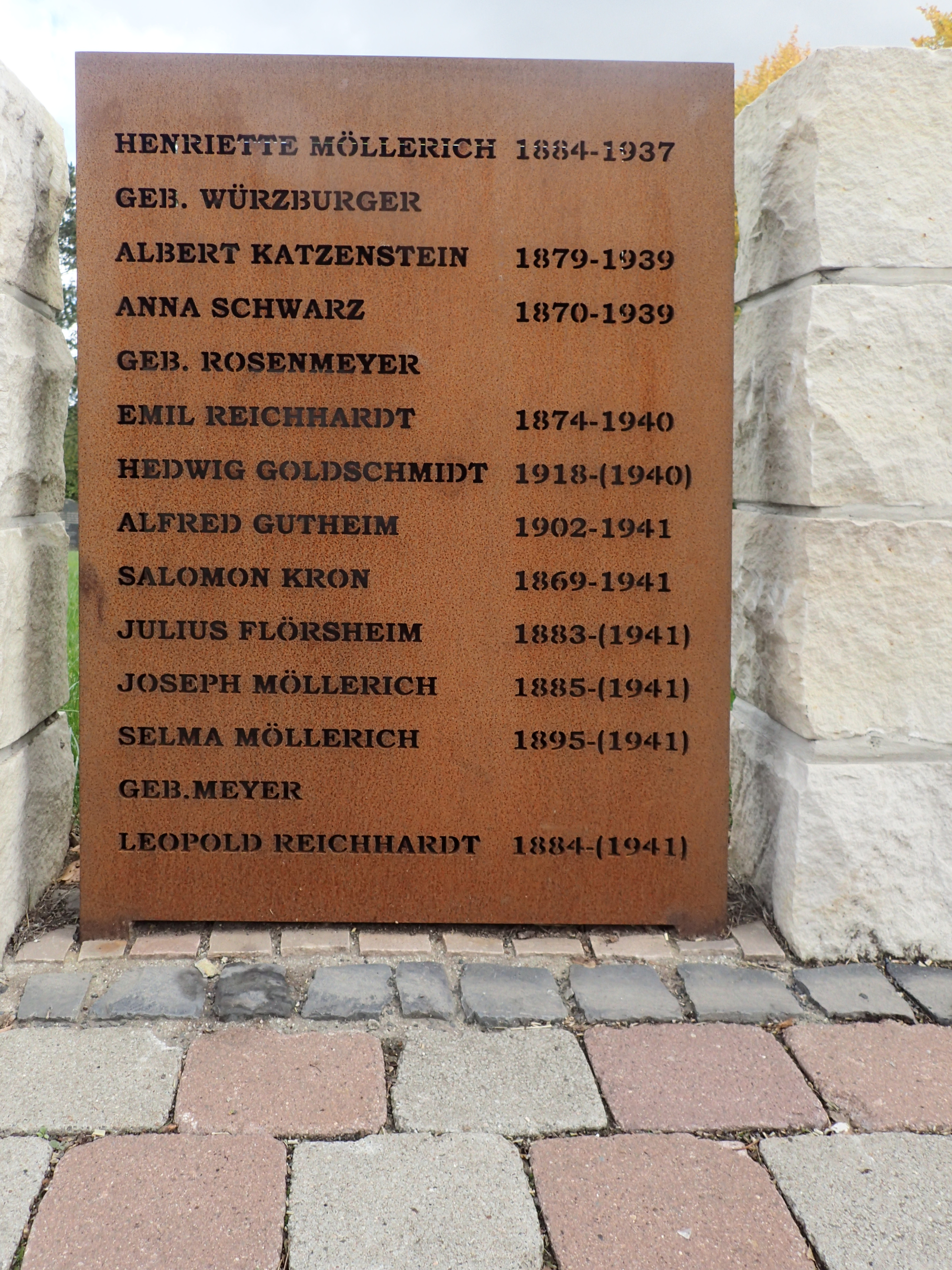
Gedenktafel 6
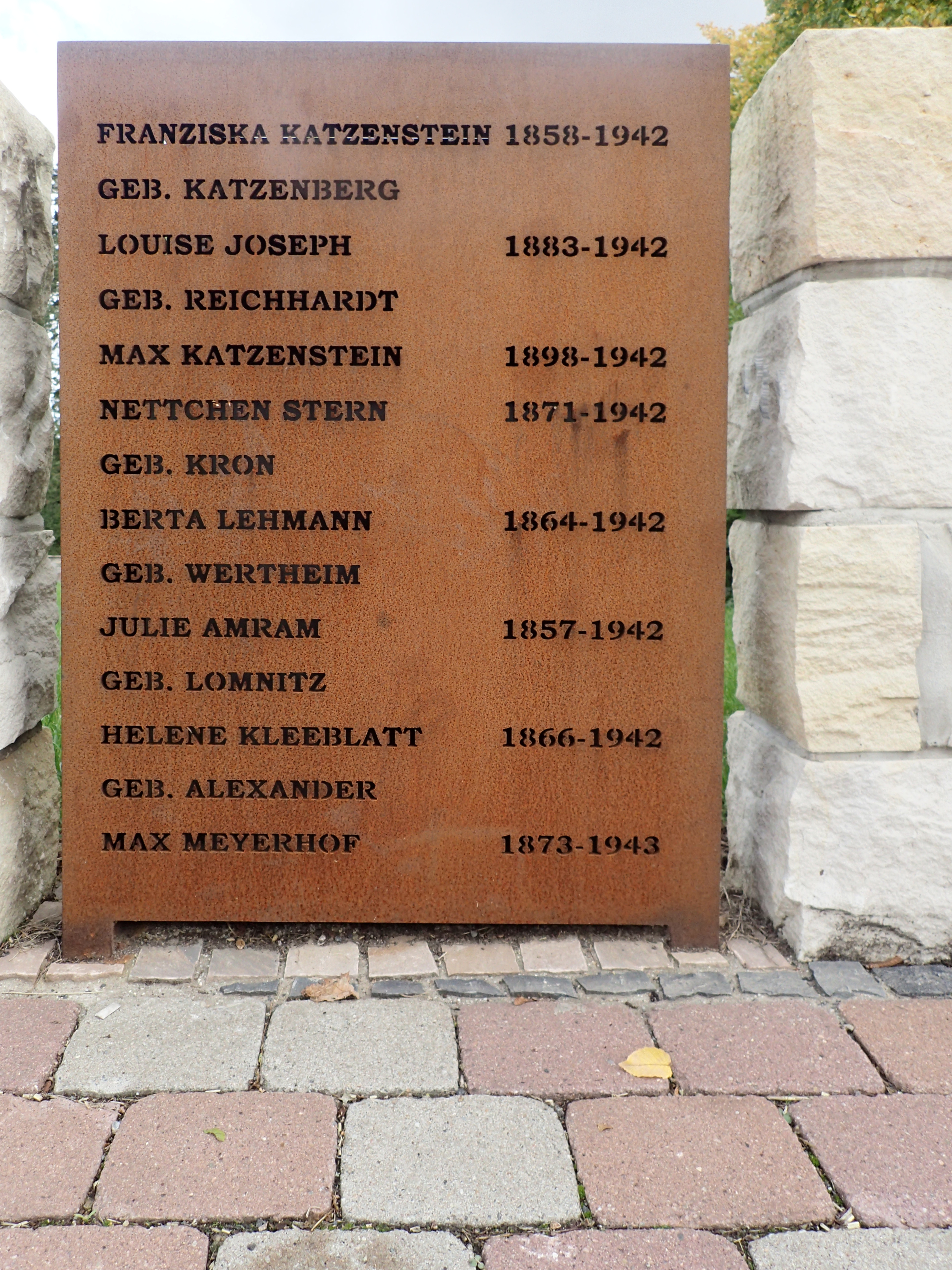
Gedenktafel 7
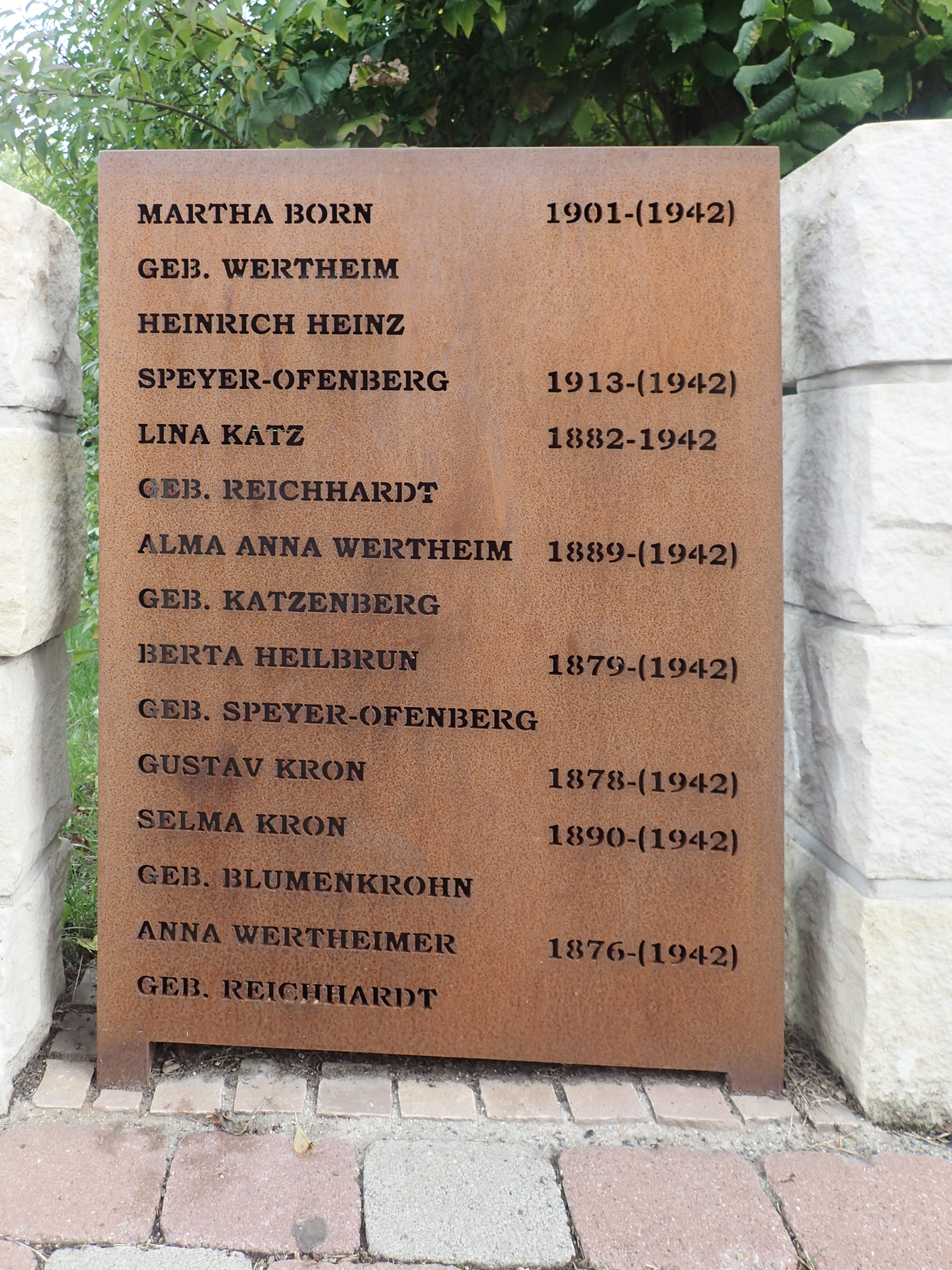
Gedenktafel 8

Jüdischer Friedhof Wolfhagen
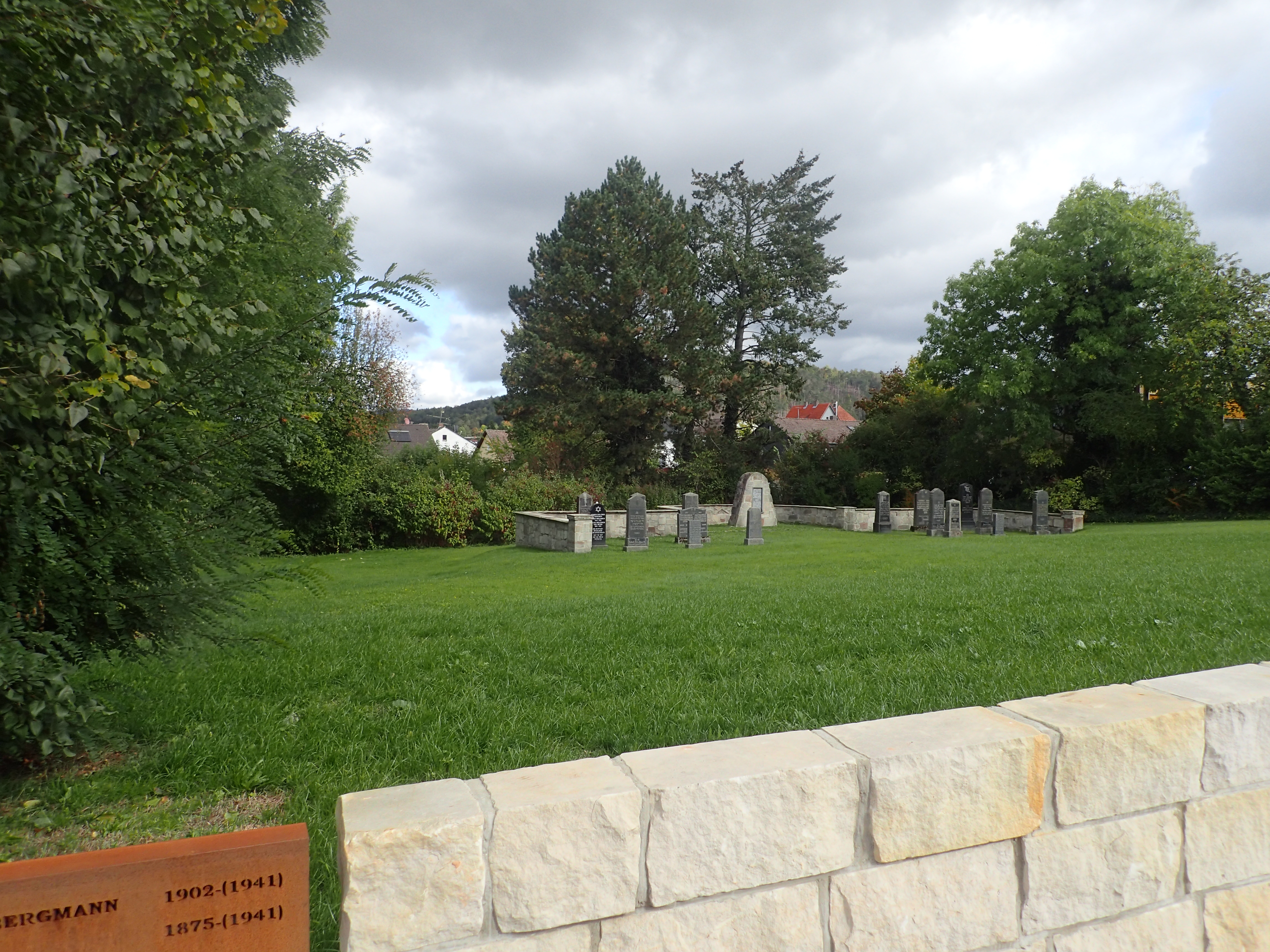
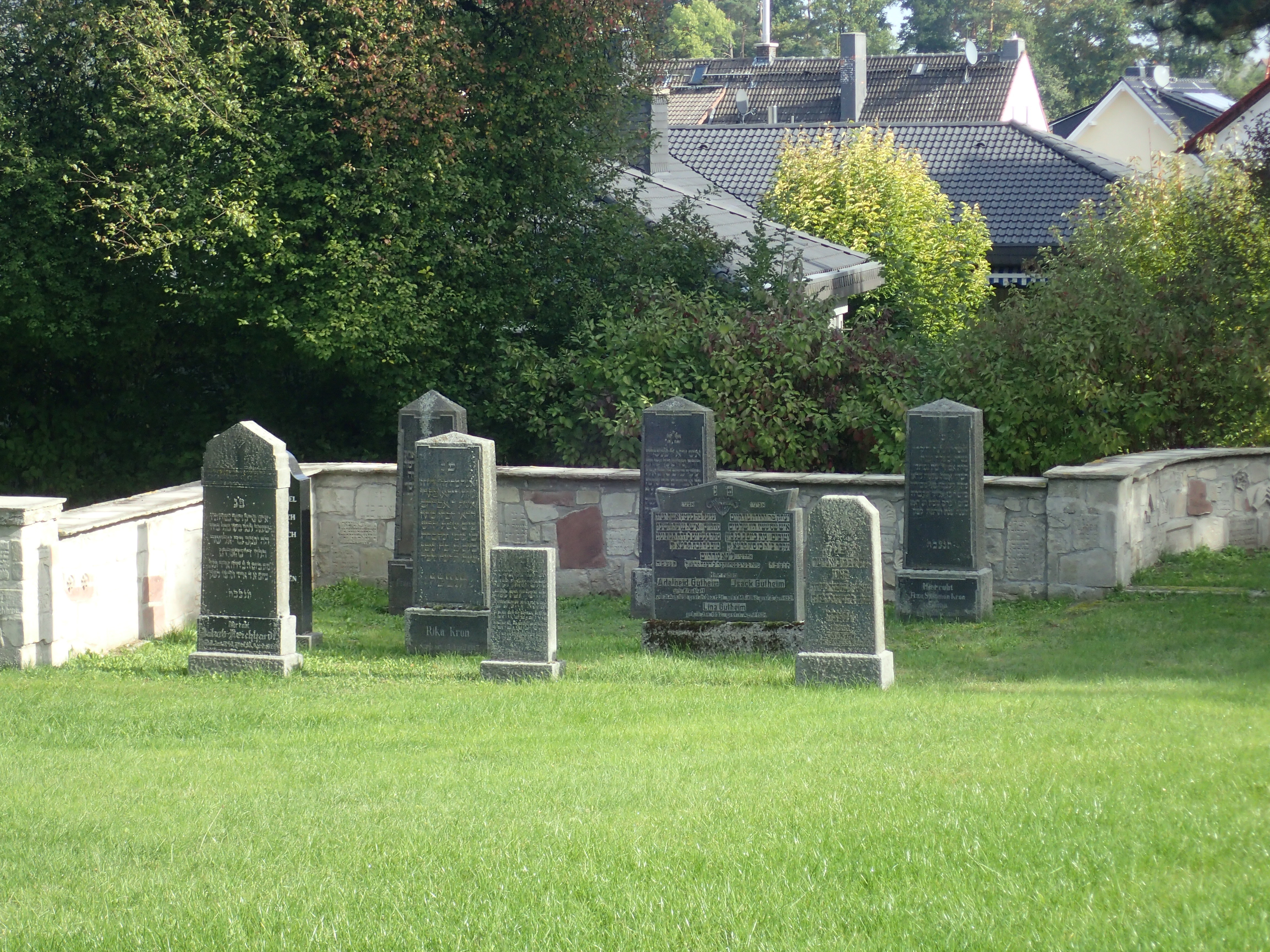
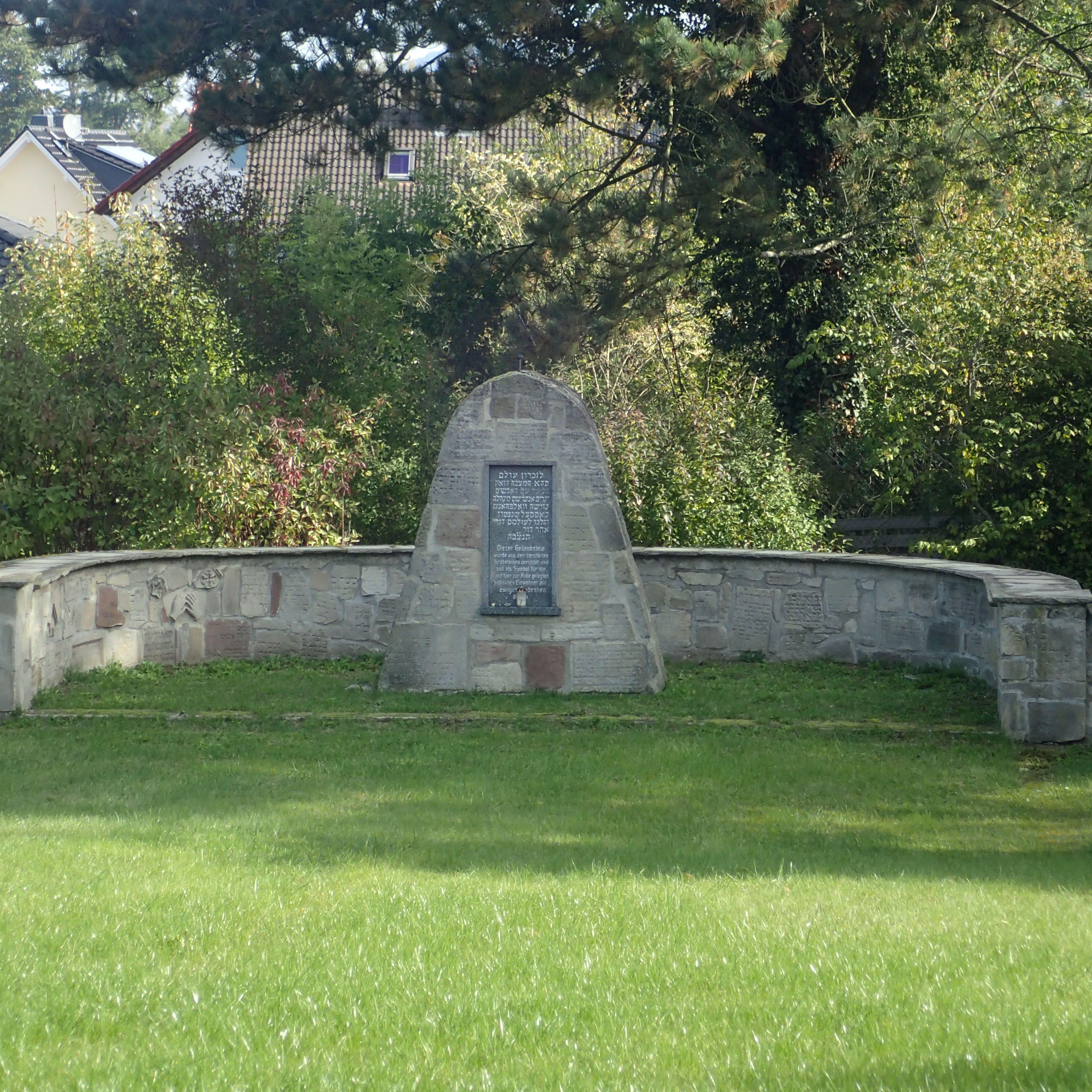
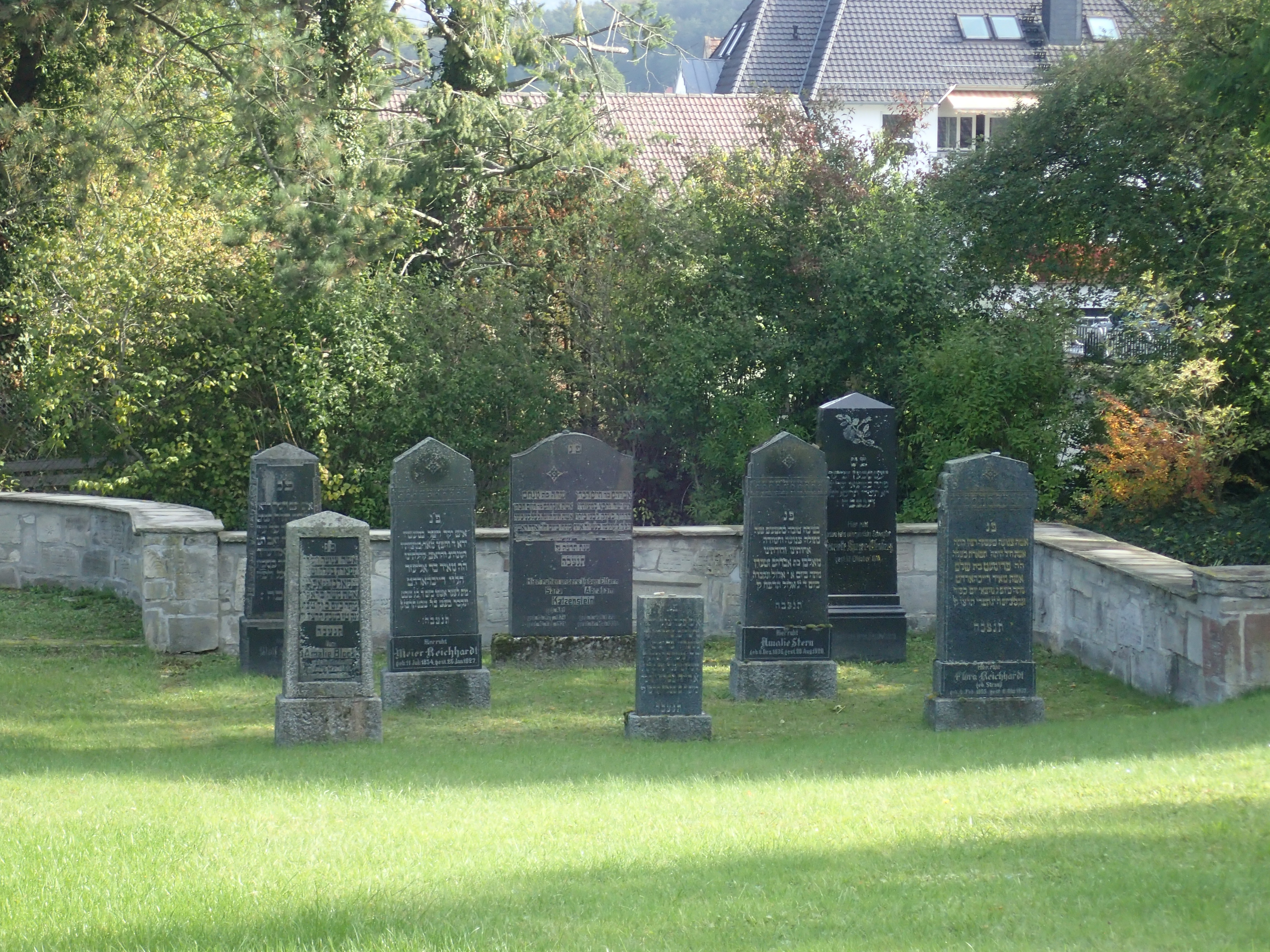
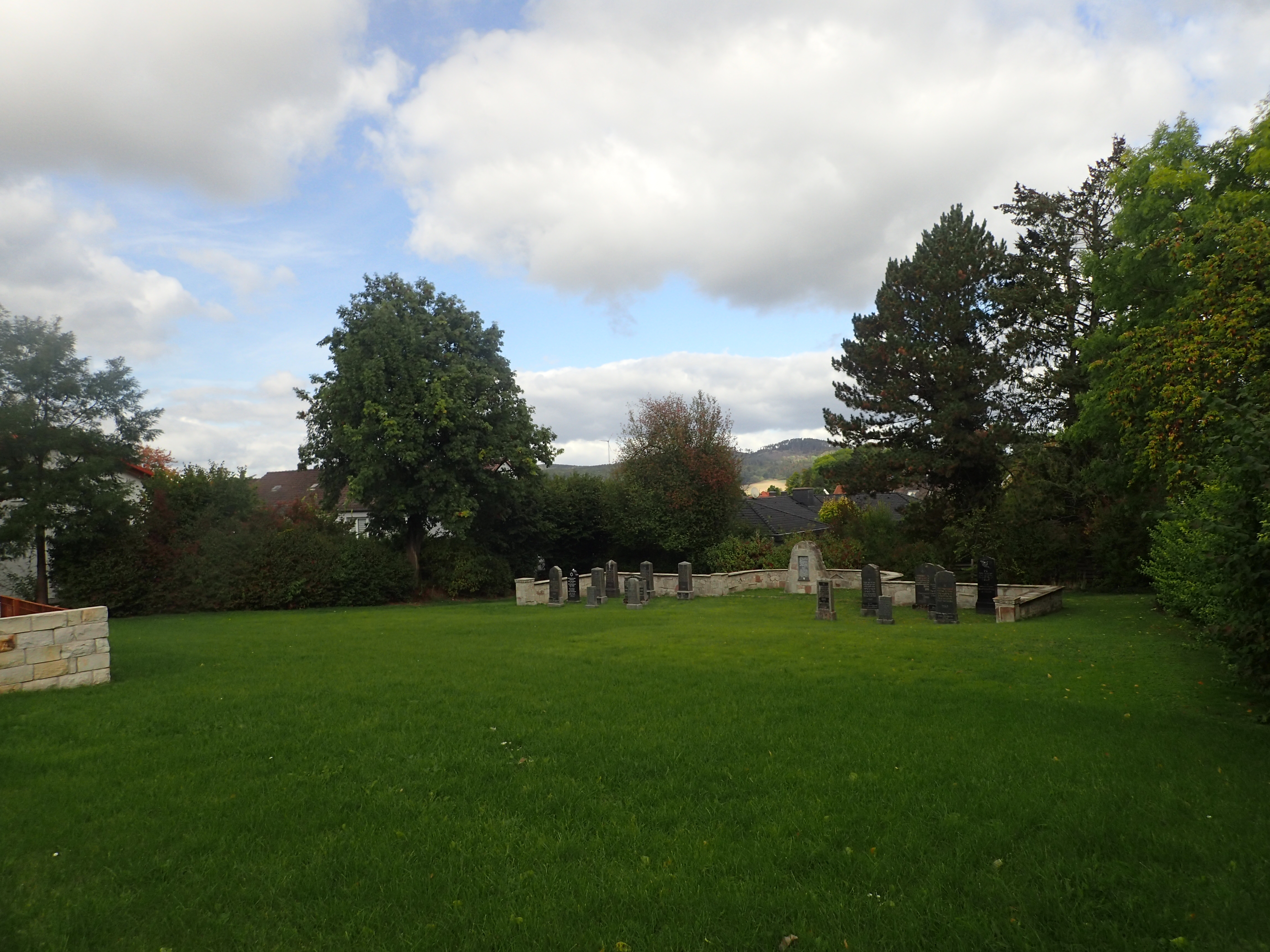